# Anna Therese Rawengel

Anna Therese Rawengel

Anna Martha Therese Rawengel (* 12. Juni 1878 in St. Johann (Saar); † 15. Dezember 1932 in Berlin) war eine deutsche Politikerin (DNVP).

## Leben und Wirken
Rawengel besuchte eine höhere Mädchenschule und Lehrerinnenseminar in Trier. 1896 legte sie die Lehrerinnenprüfung in Düsseldorf ab. Von 1907 bis 1908 studierte sie an der Georg-August-Universität Göttingen Geschichte, Philosophie, Staatswissenschaft, Französisch und Deutsch. Danach lebte sie einige Jahre im französischen Ausland. Von 1908 bis 1912 studierte sie dieselben Fächer in Berlin. 1914 legte sie die Lehrerinnenprüfung für das Lehramt an höheren Schulen ab. Sie führte fortan den Titel einer Studienprofessorin. 
1916 wurde Rawengel vom Preußischen Kriegsministerium mit der Leitung der Frauenarbeit des XVI. Armee-Korps und XXI. Armee-Korps und der Beaufsichtigung der Frauen in Etappe 5 betraut. Nach dem Krieg leitete sie die Demobilisation der Frauen im 21. Armeekorps. Während des Krieges wurde sie mit dem Friedrich-August-Kreuz am Kriegsband, mit dem Zivil-Verdienstkreuz und dem Rotes-Kreuz-Ehrenzeichen 2. Klasse ausgezeichnet. Nach dem Krieg war sie im Oberpräsidium der Rheinprovinz in Koblenz tätig. Nach einigen Jahren kehrte sie zurück nach Saarbrücken. Dort unterrichtete sie am städtischen Gymnasium am Rotenbühl und an der Studienanstalt.
In den 1920er Jahren trat Rawengel in die Deutschnationale Volkspartei (DNVP) ein. Sie gehörte für diese dem Stadtrat von Saarbrücken an. Außerdem wurde sie mehrfach als Vertreterin der DNVP des Saargebietes zum Völkerbund nach Genf entsandt. Bei der Reichstagswahl November 1932 wurde Rawengel auf Reichswahlvorschlag der DNVP in den Reichstag (Weimarer Republik) gewählt, dem sie bis zu ihrem Tod etwa einen Monat später angehörte; ihr Mandat wurde von Hans Brunow übernommen.
Rawengel übernahm zahlreiche Ehrenämter: So war sie Hauptvorstandsmitglied des Deutschen Roten Kreuzes und Vorstandsmitglied der Kolonialgesellschaft. Ferner war sie Vorsitzende des saarländischen Philologenverbandes.